# Eremnophila catamarcensis
Eremnophila catamarcensis är en biart som först beskrevs av Carlos Schrottky 1910.  Eremnophila catamarcensis ingår i släktet Eremnophila och familjen grävsteklar. Inga underarter finns listade i Catalogue of Life.